# مارغريت وايتنغ (ممثلة)
مارغريت وايتنغ (بالإنجليزية: Margaret Whiting)‏ هي ممثلة بريطانية، ولدت في 1932.

## وصلات خارجية
- مارغريت وايتنغ (ممثلة) على موقع IMDb (الإنجليزية)
- مارغريت وايتنغ (ممثلة) على موقع قاعدة بيانات الفيلم (الإنجليزية)